# Rudolf Schwander
Rudolf Schwander (Colmar, 1868 – Taunus, Hessen, 1950) fou un polític alsacià. Fill de mare soltera, hom afirmava que el seu pare era l'alcalde de Colmar Camille Schlumberger. Des dels 24 anys treballà com a funcionari a l'ajuntament de Colmar. El 1897 va estudiar ciències polítiques a la Universitat d'Estrasburg. Després treballà en el departament d'assistència social adjunt a l'alcalde d'Estrasburg, Otto Back, on hi va treballar en l'assistència social per als indigents i en la renovació de l'administració municipal. El 1907 fou escollit alcalde fins al 1918, quan fou nomenat també statthalter d'Alsàcia-Lorena.
Quan l'imperi Alemany va signar l'armistici i Alsàcia-Lorena passà a França, fou nomenat president de la província de Hesse-Nassau, però rebutjà un ministeri de la República de Weimar. Durant els anys 30 fou director de l'Institut Städelschen i del Freien Deutschen Hochstift a Frankfurt del Main. El 1948 el land de Hessen li encarregà la reforma del seu codi administratiu.